# FMOD (Musik-Bibliothek)
FMOD ist eine kommerzielle Programmbibliothek des Unternehmens Firelight Technologies Pty, die es ermöglicht auf diversen Plattformen Musikdateien verschiedenster Formate zu laden und abzuspielen. Hauptsächlich findet sie Verwendung bei sehr vielen modernen Computerspielen, wie zum Beispiel Guitar Hero III, Call of Duty 4 oder World of Warcraft.
Die Nutzung ist für nichtkommerzielle Zwecke kostenlos (Freeware); für die kommerzielle Nutzung gibt es verschiedene kommerzielle Lizenzen.

## Unterstützte Plattformen
Die derzeit aktuelle Version von FMOD, FMOD Ex 4.30, unterstützt folgende Plattformen:
- Windows (32 bit und 64 bit)
- Mac OS X (PPC, x86)
- Apple iPhone, iPad
- Linux (32 bit und 64 bit)
- Sony PS2, PS3 und PSP
- Microsoft Xbox und Xbox 360
- Nintendo GameCube und Wii
- Android

## Unterstützte Formate

### Audiodateien
- AIFF
- ASF
- DLS
- FLAC
- FSB
- IT
- MID
- MOD
- MP2
- MP3
- Ogg
- RAW
- S3M
- VAG
- RIFF WAVE
- WMA
- XM
- XMA

### Wiedergabelisten
- ASX
- M3U
- PLS
- WAX